# M'Nabha
M'Nabha (àrab المنابهة) és una comuna rural de la prefectura de Marràqueix de la regió de Marràqueix-Safi. Segons el cens de 2014 tenia una població total de 12.893 persones. Inclou la vila de Kattara.